# Port lotniczy Alice Springs
Port lotniczy Alice Springs (IATA: ASP, ICAO: YBAS) – regionalny port lotniczy położony 14 km na południe od Alice Springs, w stanie Terytorium Północne, w Australii.

## Linie lotnicze i połączenia
- Qantas (Adelajda, Brisbane, Melbourne, Sydney)
  - QantasLink (Ayers Rock/Uluru, Cairns, Darwin, Perth)
- Regional Pacific Airlines (Mount Isa)
- Tiger Airways Australia (Adelajda, Avalon [od 11 listopada], Melbourne [do 9 listopada])